# ジャクソン・ブロマン
ジャクソン・ブローマン（Jackson Vroman, 1981年6月6日 - 2015年6月29日）は、レバノンの元プロバスケットボール選手。カリフォルニア州ラグナ出身。ポジションはパワーフォワード、センター。208cm、100kg。

## 経歴
1980-81シーズンにNBAのユタ・ジャズでプレーしたブレット・ブロマンの息子として生まれる。
ユタ州バウンティフルの高校から同州エフライムにあるスノーコミュニティカレッジに進学、その後、アイオワ州立大学でプレーした。
2004年のNBAドラフト2巡でシカゴ・ブルズに指名された。
フェニックス・サンズと契約し、2005年1月にケイシー・ジェイコブセン、マチェイ・ランペとともに、ジミー・ジャクソンとのトレードでニューオーリンズ・ホーネッツに移籍した。ホーネッツ在籍中、クリス・ポールのパスを受けてダンクを決めた際にはリムから落ちて手首を骨折し、シーズン残り試合を棒に振った。
2006－07シーズンはリーガACBのCBグラン・カナリアで、2007-2008シーズンはCBジローナでプレーした。ジローナとの間でサラリーの支払いトラブルが起きたため、シーズン中の2008年2月にリトアニア・バスケットボール・リーグのBCリエトゥヴォス・リータスへ移籍した。
2009年6月、レバノンのパスポートを入手してレバノン代表となり、アジア選手権に参加して4位入賞に貢献した。
2010年10月、中国プロバスケットボールリーグの東莞レオパーズと契約した。2011年、仁川電子ランドエレファンツと契約して同年12月に中国の江蘇ドラゴンズと契約した。その後、2012年3月にフィリピンバスケットボールリーグのバランゲイ・ギンブラ・キングスと契約し、同年終わりには中国の山東ライオンズと契約した。

## 死去
2015年6月29日、ブロマンがロサンゼルスの自宅のプールで死亡しているのが発見された。友人のダン・ビルツァーアンはブロマンが事故で溺れたことについて、「座っていた彼は家の中に行くために立ち上がって階段につまずき、頭を打ってプールで溺れた。」と自分のTwitterにて明かした。